# 骨細胞

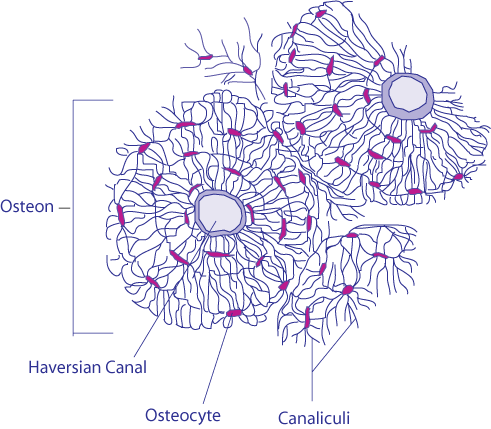

骨細胞（こつさいぼう、星型細胞、英: osteocyte）は、骨において 90 – 95 % を占めるとされ、最も大量に存在する細胞である。
骨細胞には核が存在し、成熟した骨細胞においては一般的に小胞体、ゴルジ装置などのオルガネラの発達は緩慢である。骨芽細胞が自らの分泌した骨基質に埋め込まれていく過程で、骨細胞が形成される。すなわち、骨細胞と骨芽細胞の由来は同じである。
骨細胞は細胞質を長く伸ばし、互いに樹状に結合している。細胞の樹状突起は骨細管（羅: canaliculae）と呼ばれるトンネル状の構造に存在し、骨細管は液体成分と骨細胞の突起で満たされている。古くから、骨細管内の液流によって栄養分と老廃物が交換されると考えられている。骨細胞が存在する場所は、ラテン語で lacuna（空白）と呼ばれている。
骨細胞は無数の lacuna と canaliculae のつながりにより、骨内に lacuno-canalicular network を形成しており、さまざまな物質の輸送を行うばかりか、骨表面の骨芽細胞や破骨細胞とも細胞間コミュニケーションを行っていると考えられてきた。また、骨細胞はさまざまな機械刺激に対して細胞間の物質の交換を活発に行っているといわれている。近年では、機械的刺激応答におけるメカニズムは特に米国、北欧、オーストラリア、中国、そして日本の研究者たちにより、急速に解き明かされつつある。
骨細胞は、骨溶解と呼ばれる破骨細胞と比較して急速かつ一時的なメカニズムにより、骨代謝に大きくかかわることが知られるが、詳細についてはさまざまな研究者たちが解析している最中である。
骨芽細胞や骨細胞は、ヒドロキシアパタイトや炭酸カルシウム、リン酸カルシウムが細胞の周囲で沈澱することにより、間充織で発達する。